# Championnat de Finlande de hockey sur glace 2003-2004
Saison précédente Saison suivante
La saison 2003-2004 est la vingt-neuvième saison de la SM-Liiga. La saison régulière a débuté le 12 septembre 2002 et s'est conclue le 5 mars 2003 sur la victoire du TPS Turku.
En finale des séries éliminatoires, le Kärpät Oulu remporte le titre de champion de Finlande en battant le TPS Turku 3 matchs à 1.

## SM-liiga

### Déroulement
Les treize équipes de la division élite jouent chacune un total de 56 matchs lors de la saison régulière répartis en 4 confrontations directes avec chacune des autres équipes, deux à domicile et deux à l'extérieur et huit matchs « bonus ». Une victoire rapporte deux points, un match nul ou une  défaite en prolongation un point et une défaite dans le temps règlementaire aucun point. Nouveauté de la saison, seules les six premières équipes sont qualifiées directement pour les séries; les équipes classées septième et huitième auparavant qualifiées directement passent par des barrages en compagnie des équipes classées à la neuvième et la dixième position.
La ligue étant une ligue « fermée », aucune équipe n'est promue de la division inférieure et aucune équipe n'est reléguée à l'issue de la saison.

### Saison régulière

#### Classement
|    | Équipe             | PJ | V  | N | DP | D  | BP  | BC  | Diff | Pts |
| -- | ------------------ | -- | -- | - | -- | -- | --- | --- | ---- | --- |
| 1  | TPS Turku          | 56 | 35 | 7 | 3  | 14 | 169 | 112 | +57  | 80  |
| 2  | Kärpät Oulu        | 56 | 35 | 4 | 4  | 17 | 194 | 129 | +65  | 78  |
| 3  | HIFK               | 56 | 33 | 5 | 1  | 18 | 181 | 142 | +39  | 72  |
| 4  | HPK Hämeenlinna    | 56 | 30 | 7 | 2  | 19 | 162 | 122 | +40  | 69  |
| 5  | Lukko Rauma        | 56 | 27 | 8 | 3  | 21 | 154 | 127 | +27  | 65  |
| 6  | Ilves Tampere      | 56 | 29 | 3 | 4  | 24 | 159 | 148 | +11  | 65  |
| 7  | Jokerit Helsinki   | 56 | 27 | 7 | 3  | 22 | 131 | 120 | +11  | 64  |
| 8  | Tappara Tampere    | 56 | 26 | 2 | 5  | 28 | 158 | 145 | +13  | 59  |
| 9  | Blues Espoo        | 56 | 23 | 7 | 3  | 26 | 134 | 139 | -5   | 56  |
| 10 | JYP Jyväskylä      | 56 | 20 | 7 | 5  | 29 | 138 | 166 | -28  | 52  |
| 11 | Ässät Pori         | 56 | 21 | 5 | 3  | 30 | 140 | 186 | -46  | 50  |
| 12 | SaiPa Lappeenranta | 56 | 13 | 5 | 5  | 38 | 127 | 194 | -67  | 36  |
| 13 | Pelicans Lahti     | 56 | 8  | 7 | 4  | 41 | 110 | 227 | -117 | 27  |

#### Meilleurs pointeurs
Cette section présente les meilleurs pointeurs de la saison régulière.
| #  | Joueur          | Équipe           | PJ | B  | A  | Pts |
| -- | --------------- | ---------------- | -- | -- | -- | --- |
| 1  | Timo Pärssinen  | HIFK             | 56 | 32 | 30 | 62  |
| 2  | Kimmo Kuhta     | HIFK             | 56 | 31 | 28 | 59  |
| 3  | Brett Harkins   | HIFK             | 52 | 10 | 49 | 59  |
| 4  | Jari Viuhkola   | Kärpät Oulu      | 53 | 25 | 31 | 56  |
| 5  | Glen Metropolit | Jokerit Helsinki | 55 | 15 | 35 | 50  |
| 6  | Jarkko Immonen  | JYP Jyväskylä    | 52 | 23 | 26 | 49  |
| 7  | Antti Virtanen  | JYP Jyväskylä    | 56 | 18 | 29 | 47  |
| 8  | Kai Nurminen    | TPS Turku        | 52 | 23 | 22 | 45  |
| 9  | Cory Murphy     | Ilves Tampere    | 56 | 18 | 26 | 44  |
| 10 | Antti Aalto     | TPS Turku        | 50 | 16 | 28 | 44  |

#### Meilleurs gardiens de but

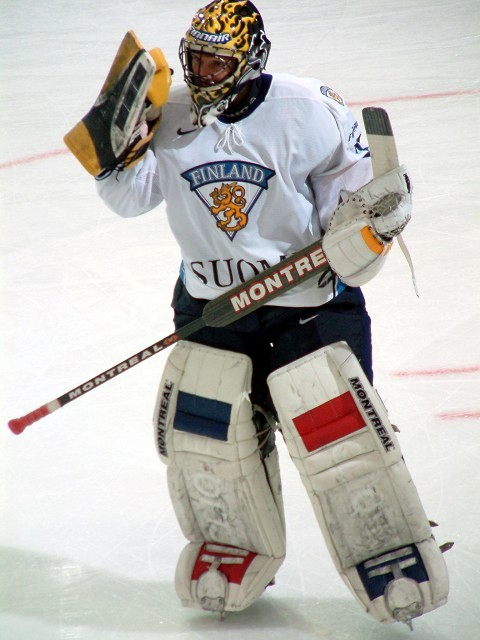
Niklas Bäckström, gardien du Kärpät Oulu, ici sous les couleurs de la Finlande.

Cette section présente les meilleurs gardiens, classés en fonction du pourcentage d'arrêts et qui ont moins joué 20 matchs en saison régulière.
| # | Gardien          | Équipe           | PJ | BL | %Arr    |
| - | ---------------- | ---------------- | -- | -- | ------- |
| 1 | Niklas Bäckström | Kärpät Oulu      | 43 | 7  | 93,57 % |
| 2 | Joni Puurula     | HPK Hämeenlinna  | 33 | 4  | 92,72 % |
| 3 | Petri Vehanen    | Lukko Rauma      | 45 | 5  | 92,50 % |
| 4 | Pasi Häkkinen    | Jokerit Helsinki | 46 | 5  | 92,19 % |
| 5 | Mika Lehto       | Tappara Tampere  | 46 | 3  | 92,01 % |

### Séries éliminatoires

#### Barrages
| Équipe           | Score | Équipe           | Note            |
| ---------------- | ----- | ---------------- | --------------- |
| Jokerit Helsinki | 5-2   | JYP Jyväskylä    | (2-0, 1-1, 2-1) |
| JYP Jyväskylä    | 2-3   | Jokerit Helsinki | (2-1, 0-2, 0-0) |

| Équipe          | Score | Équipe          | Note                 |
| --------------- | ----- | --------------- | -------------------- |
| Tappara Tampere | 1-2   | Blues Espoo     | (1-1, 0-0, 0-0, 0-1) |
| Blues Espoo     | 1-4   | Tappara Tampere | (0-1, 0-2, 1-1)      |
| Tappara Tampere | 0-2   | Blues Espoo     | (0-0, 0-0, 0-2)      |

#### Tableau final
Les quarts-de-finale se jouent au meilleur des sept rencontres, les demi-finales et la finale au meilleur des 5 matchs et le match pour la troisième place se joue en une seule rencontre.
|  | Quarts de finale | Quarts de finale |             |      | Demi-finales           | Demi-finales |  |  | Finale          | Finale |
|  | Quarts de finale | Quarts de finale |             |      | Demi-finales           | Demi-finales |  |  | Finale          | Finale |
|  |                  |                  |             |      |                        |              |  |  |                 |        |
|  |                  |                  |             |      |                        |              |  |  |                 |        |
|  |                  |                  |             |      |                        |              |  |  |                 |        |
|  | TPS Turku        | 4                |             |      |                        |              |  |  |                 |        |
|  | TPS Turku        | 4                |             |      |                        |              |  |  |                 |        |
|  | Blues Espoo      | 2                |             |      |                        |              |  |  |                 |        |
|  | Blues Espoo      | 2                | TPS Turku   | 3    |                        |              |  |  |                 |        |
|  |                  |                  | TPS Turku   | 3    |                        |              |  |  |                 |        |
|  |                  | HPK Hämeenlinna  | 0           |      |                        |              |  |  |                 |        |
|  | HPK Hämeenlinna  | HPK Hämeenlinna  | 0           | 4    |                        |              |  |  |                 |        |
|  | HPK Hämeenlinna  |                  |             | 4    |                        |              |  |  |                 |        |
|  | Lukko Rauma      | 0                |             |      |                        |              |  |  |                 |        |
|  | Lukko Rauma      | 0                | TPS Turku   | 1    |                        |              |  |  |                 |        |
|  |                  |                  | TPS Turku   | 1    |                        |              |  |  |                 |        |
|  |                  | Kärpät Oulu      | 3           |      |                        |              |  |  |                 |        |
|  | Kärpät Oulu      | Kärpät Oulu      | 3           | 4    |                        |              |  |  |                 |        |
|  | Kärpät Oulu      |                  |             | 4    |                        |              |  |  |                 |        |
|  | Jokerit Helsinki | 2                |             |      |                        |              |  |  |                 |        |
|  | Jokerit Helsinki | 2                | Kärpät Oulu | 3    |                        |              |  |  |                 |        |
|  |                  |                  | Kärpät Oulu | 3    | Match pour la 3e place |              |  |  |                 |        |
|  |                  | HIFK             | 2           |      |                        |              |  |  |                 |        |
|  | HIFK             | HIFK             | 2           | 4    |                        |              |  |  |                 |        |
|  | HIFK             |                  |             | 4    |                        |              |  |  |                 |        |
|  | Ilves Tampere    | 3                |             | HIFK | 1                      |              |  |  |                 |        |
|  | Ilves Tampere    | 3                |             | HIFK | 1                      |              |  |  |                 |        |
|  |                  |                  |             |      |                        |              |  |  | HPK Hämeenlinna | 0      |
|  |                  |                  |             |      |                        |              |  |  | HPK Hämeenlinna | 0      |

#### Détail des scores
Quarts-de-finale
| Équipe      | Score | Équipe      | Note            |
| ----------- | ----- | ----------- | --------------- |
| TPS Turku   | 3-2   | Blues Espoo | (1-0, 2-0, 0-2) |
| Blues Espoo | 4-2   | TPS Turku   | (2-0, 2-1, 0-1) |
| TPS Turku   | 4-0   | Blues Espoo | (2-0, 2-0, 0-0) |
| Blues Espoo | 3-2   | TPS Turku   | (2-1, 0-1, 1-0) |
| TPS Turku   | 4-2   | Blues Espoo | (1-0, 1-1, 2-1) |
| Blues Espoo | 0-2   | TPS Turku   | (0-1, 0-1, 0-0) |

| Équipe          | Score | Équipe          | Note            |
| --------------- | ----- | --------------- | --------------- |
| HPK Hämeenlinna | 3-2   | Lukko Rauma     | (1-0, 0-1, 2-0) |
| Lukko Rauma     | 0-5   | HPK Hämeenlinna | (0-3, 0-1, 0-1) |
| HPK Hämeenlinna | 4-0   | Lukko Rauma     | (1-0, 1-0, 2-0) |
| Lukko Rauma     | 1-3   | HPK Hämeenlinna | (0-0, 0-3, 1-0) |

| Équipe           | Score | Équipe           | Note            |
| ---------------- | ----- | ---------------- | --------------- |
| Kärpät Oulu      | 3-2   | Jokerit Heksinki | (1-0, 1-1, 1-1) |
| Jokerit Helsinki | 2-3   | Kärpät Oulu      | (0-1, 0-2, 2-0) |
| Kärpät Oulu      | 2-5   | Jokerit Heksinki | (2-2, 0-2, 0-1) |
| Jokerit Helsinki | 1-2   | Kärpät Oulu      | (1-1, 0-0, 0-1) |
| Kärpät Oulu      | 1-2   | Jokerit Heksinki | (0-0, 1-2, 0-0) |
| Jokerit Helsinki | 1-2   | Kärpät Oulu      | (1-0, 0-1, 0-1) |

| Équipe        | Score | Équipe        | Note            |
| ------------- | ----- | ------------- | --------------- |
| HIFK          | 3-1   | Ilves Tampere | (1-1, 2-0, 0-0) |
| Ilves Tampere | 3-2   | HIFK          | (0-0, 1-2, 2-0) |
| HIFK          | 0-3   | Ilves Tampere | (0-2, 0-1, 0-0) |
| Ilves Tampere | 4-2   | HIFK          | (1-0, 2-2, 1-0) |
| HIFK          | 3-0   | Ilves Tampere | (3-0, 0-0, 0-0) |
| Ilves Tampere | 0-1   | HIFK          | (0-0, 0-0, 0-1) |
| HIFK          | 4-3   | Ilves Tampere | (1-1, 1-1, 2-1) |

Demi-finales
| Équipe          | Score | Équipe          | Note                 |
| --------------- | ----- | --------------- | -------------------- |
| TPS Turku       | 2– 0  | HPK Hämeenlinna | (1-0, 1-0, 0-0)      |
| HPK Hämeenlinna | 3-4   | TPS Turku       | (1-0, 1-2, 1-1, 0-1) |
| TPS Turku       | 3– 1  | HPK Hämeenlinna | (0-0, 1-0, 2-1)      |

| Équipe      | Score | Équipe      | Note                 |
| ----------- | ----- | ----------- | -------------------- |
| Kärpät Oulu | 3-2   | HIFK        | (2-0, 0-2, 0-0, 1-0) |
| HIFK        | 4-2   | Kärpät Oulu | (1-0, 0-0, 3-2)      |
| Kärpät Oulu | 0-5   | HIFK        | (0-2, 0-3, 0-0)      |
| HIFK        | 2-3   | Kärpät Oulu | (1-0, 1-1, 0-1, 0-1) |
| Kärpät Oulu | 3-2   | HIFK        | (1-1, 1-0, 0-1, 1-0) |

Match pour la troisième place
| Équipe | Score | Équipe          | Note            |
| ------ | ----- | --------------- | --------------- |
| HIFK   | 3-1   | HPK Hämeenlinna | (1-1, 2-0, 0-0) |

Finale
| Équipe      | Score | Équipe      | Note                 |
| ----------- | ----- | ----------- | -------------------- |
| TPS Turku   | 1-2   | Kärpät Oulu | (0-0, 1-0, 0-2)      |
| Kärpät Oulu | 4-3   | TPS Turku   | (2-1, 0-1, 1-1, 1-0) |
| TPS Turku   | 5-0   | Kärpät Oulu | (1-0, 1-0, 3-0)      |
| Kärpät Oulu | 1-0   | TPS Turku   | (0-0, 0-0, 0-0, 1-0) |

### Trophées et récompenses
| Kanada-malja : Champion de Finlande                            | Kärpät Oulu                    |
| Kultainen kypärä : Meilleur joueur élu par ses pairs           | Timo Pärssinen (HIFK)          |
| Trophée Kalevi-Numminen : Meilleur entraîneur                  | Kari Heikkilä (Kärpät Oulu)    |
| Trophée Jarmo-Wasama : Meilleur joueur recrue                  | Janne Pesonen (Kärpät Oulu)    |
| Trophée Matti-Keinonen : Meilleur ratio +/-                    | Jari Viuhkola (Kärpät Oulu)    |
| Trophée Raimo-Kilpiö : Joueur le plus fair-play                | Kimmo Kuhta (HIFK)             |
| Trophée Urpo-Ylönen : Meilleur gardien de but                  | Niklas Bäckström (Kärpät Oulu) |
| Trophée Pekka-Rautakallio : Meilleur défenseur                 | Toni Söderholm (HIFK)          |
| Trophée Aarne-Honkavaara : Meilleur buteur                     | Timo Pärssinen (HIFK)          |
| Trophée Veli-Pekka-Ketola : Meilleur pointeur                  | Timo Pärssinen (HIFK)          |
| Trophée Lasse-Oksanen : Meilleur joueur de la saison régulière | Timo Pärssinen (HIFK)          |
| Trophée Jari-Kurri : Meilleur joueur des séries éliminatoires  | Niklas Bäckström (Kärpät Oulu) |

## Mestis

### Déroulement
Les douze équipes de la Mestis jouent chacune un total de 45 matchs lors de la saison régulière répartis en 4 confrontations directes avec chacune des autres équipes, deux à domicile et deux à l'extérieur et un match à domicile contre l'équipe des moins de 20 ans qui prépare le championnat du monde. Bien que l'équipe junior ne soit pas classée à l'issue du championnat, les résultats sont comptablilisés pour les douze autres équipes.
Comme pour la SM-liiga, une victoire rapporte deux points, un match nul ou une défaite en prolongation un point et une défaite dans le temps règlementaire aucun point. Les huit premières équipes sont qualifiées pour les séries éliminatoires : la SM-liiga étant une ligue « fermée », le champion de Mestis n'est pas promu en fin de saison. Les équipes classées onzième et douzième jouent des barrages de relégation contre les deux meilleurs clubs de la Suomi-Sarja.

### Classement de la saison régulière
|    | Équipe              | PJ | V  | N | DP | D  | BP  | BC  | Diff | Pts |
| -- | ------------------- | -- | -- | - | -- | -- | --- | --- | ---- | --- |
| 1  | Jukurit Mikkeli     | 45 | 27 | 7 | 4  | 12 | 148 | 87  | +59  | 64  |
| 2  | KalPa Kuopio        | 45 | 28 | 6 | 1  | 11 | 168 | 91  | +77  | 63  |
| 3  | Hermes Kokkola      | 45 | 28 | 4 | 1  | 13 | 166 | 103 | +63  | 61  |
| 4  | Sport Vaasa         | 45 | 25 | 3 | 2  | 17 | 151 | 124 | +27  | 55  |
| 5  | KooKoo Kouvola      | 45 | 23 | 6 | 1  | 16 | 129 | 98  | +31  | 53  |
| 6  | Hokki Kajaani       | 45 | 23 | 6 | 3  | 20 | 132 | 129 | +3   | 51  |
| 7  | Salamat Kirkkonummi | 45 | 20 | 2 | 4  | 23 | 139 | 147 | -8   | 46  |
| 8  | Kiekko-Vantaa       | 45 | 18 | 6 | 2  | 21 | 128 | 136 | -8   | 44  |
| 9  | Haukat Järvenpää    | 45 | 19 | 3 | 1  | 23 | 148 | 174 | -26  | 42  |
| 10 | FPS Forssa          | 45 | 16 | 4 | 3  | 25 | 121 | 137 | -16  | 39  |
| 11 | TuTo Turku          | 45 | 13 | 6 | 3  | 26 | 121 | 162 | -41  | 35  |
| 12 | Ahmat Hyvinkää      | 45 | 5  | 3 | 3  | 37 | 103 | 257 | -154 | 16  |
| NC | Moins de vingt ans  | 12 | 5  | 1 | 0  | 6  | 28  | 35  | -7   | --  |

### Tableau des séries
Les séries de la Mestis se jouent au meilleur des cinq rencontres, le match pour la troisième place se joue en une seule rencontre.
|  | Quarts de finale    | Quarts de finale |                 |                | Demi-finales           | Demi-finales |  |  | Finale         | Finale |
|  | Quarts de finale    | Quarts de finale |                 |                | Demi-finales           | Demi-finales |  |  | Finale         | Finale |
|  |                     |                  |                 |                |                        |              |  |  |                |        |
|  |                     |                  |                 |                |                        |              |  |  |                |        |
|  |                     |                  |                 |                |                        |              |  |  |                |        |
|  | Jukurit Mikkeli     | 3                |                 |                |                        |              |  |  |                |        |
|  | Jukurit Mikkeli     | 3                |                 |                |                        |              |  |  |                |        |
|  | Kiekko-Vantaa       | 2                |                 |                |                        |              |  |  |                |        |
|  | Kiekko-Vantaa       | 2                | Jukurit Mikkeli | 3              |                        |              |  |  |                |        |
|  |                     |                  | Jukurit Mikkeli | 3              |                        |              |  |  |                |        |
|  |                     | KooKoo Kouvola   | 0               |                |                        |              |  |  |                |        |
|  | Sport Vaasa         | KooKoo Kouvola   | 0               | 2              |                        |              |  |  |                |        |
|  | Sport Vaasa         |                  |                 | 2              |                        |              |  |  |                |        |
|  | KooKoo Kouvola      | 3                |                 |                |                        |              |  |  |                |        |
|  | KooKoo Kouvola      | 3                | Jukurit Mikkeli | 2              |                        |              |  |  |                |        |
|  |                     |                  | Jukurit Mikkeli | 2              |                        |              |  |  |                |        |
|  |                     | KalPa Kuopio     | 3               |                |                        |              |  |  |                |        |
|  | KalPa Kuopio        | KalPa Kuopio     | 3               | 3              |                        |              |  |  |                |        |
|  | KalPa Kuopio        |                  |                 | 3              |                        |              |  |  |                |        |
|  | Salamat Kirkkonummi | 0                |                 |                |                        |              |  |  |                |        |
|  | Salamat Kirkkonummi | 0                | KalPa Kuopio    | 3              |                        |              |  |  |                |        |
|  |                     |                  | KalPa Kuopio    | 3              | Match pour la 3e place |              |  |  |                |        |
|  |                     | Hermes Kokkola   | 0               |                |                        |              |  |  |                |        |
|  | Hermes Kokkola      | Hermes Kokkola   | 0               | 3              |                        |              |  |  |                |        |
|  | Hermes Kokkola      |                  |                 | 3              |                        |              |  |  |                |        |
|  | Hokki Kajaani       | 1                |                 | Hermes Kokkola | 1                      |              |  |  |                |        |
|  | Hokki Kajaani       | 1                |                 | Hermes Kokkola | 1                      |              |  |  |                |        |
|  |                     |                  |                 |                |                        |              |  |  | KooKoo Kouvola | 0      |
|  |                     |                  |                 |                |                        |              |  |  | KooKoo Kouvola | 0      |

### Classement de la poule de promotion/relégation
|   | Équipe            | PJ | V | N | D | BP | BC | Diff | Pts |
| - | ----------------- | -- | - | - | - | -- | -- | ---- | --- |
| 1 | TuTo Turku        | 6  | 5 | 1 | 0 | 23 | 10 | +13  | 11  |
| 2 | Jokipojat Joensuu | 6  | 4 | 1 | 1 | 25 | 12 | +13  | 9   |
| 3 | Ahmat Hyvinkää    | 6  | 2 | 0 | 4 | 16 | 20 | -4   | 4   |
| 4 | Koo-Vee Tampere   | 6  | 0 | 0 | 6 | 10 | 32 | -22  | 0   |

Le TuTO Turku conserve sa place en Mestis alors que le Ahmat Hyvinkää descend en Suomi-Sarja et est remplacé par le Jokipojat Joensuu.